# Тёфу (княжество)
Княжество Тёфу (яп. 長府藩 Тёфу-хан) — феодальное княжество (хан) в Японии периода Эдо (1600—1871). Тёфу-хан располагался в провинции Нагато (современная префектура Ямагути) на острове Хонсю.

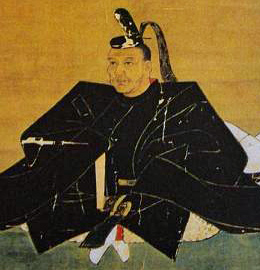
Мори Хидэмото, 1-й даймё Тёфу-хана (1600—1650)

Сихан (яп. 支藩), дочернее княжество хана Тёсю (яп. 長州藩).

## Список даймё
- Род Мори (тодзама; 60,000->50,000->38,000->47,000->50,000 коку)

1. Мори Хидэмото (毛利秀元; 1579—1650), даймё Тёфу-хана (1600—1650), старший сын Мори Мотокиё (1551—1597)
2. Мори Мицухиро (毛利光広; 1616—1653), даймё Тёфу-хана (1650—1653), второй сын предыдущего
3. Мори Цунамото (毛利綱元; 1651—1719), даймё Тёфу-хана (1653—1709), старший сын предыдущего
4. Мори Мототомо (毛利元朝; 1703—1721), даймё Тёфу-хана (1709—1712), старший сын Мори Ёсимото, 6-го даймё Тёсю-хана (1707—1731), приёмный сын предыдущего
5. Мори Мотонори (毛利元矩; 1704—1718), даймё Тёфу-хана (1712—1718), четвертый сын Мори Цунамото
6. Мори Масахиро (毛利匡広; 1675—1729)[1], даймё Тёфу-хана (1718—1729), второй сын Мори Мототомо (1631—1683), 1-го даймё Киёсуэ-хана
7. Мори Моротака (毛利師就; 1706—1735), даймё Тёфу-хана (1729—1735), сын предыдущего
8. Мори Масатака (毛利重就; 1725—1789)[2], даймё Тёфу-хана (1735—1751), сын Мори Масахиро
9. Мори Масамицу (毛利匡満; 1748—1769), даймё Тёфу-хана (1751—1769), старший сын предыдущего
10. Мори Масаёси (毛利匡芳; 1758—1792), даймё Тёфу-хана (1769—1792), третий сын Мори Масатаки
11. Мори Мотоёси (毛利元義; 1785—1843), даймё Тёфу-хана (1792—1841), старший сын предыдущего
12. Мори Мотоюки (毛利元運; 1818—1852), даймё Тёфу-хана (1841—1852), третий сын предыдущего
13. Мори Мототика (毛利元周; 1827—1868), даймё Тёфу-хана (1852—1868), сын Мори Мотохиро (1803—1828), внук Мори Мотоёси
14. Мори Мототоси (毛利元敏; 1849—1908), последний даймё Тёфу-хана (1868—1871), сын предыдущего.

## Галерея

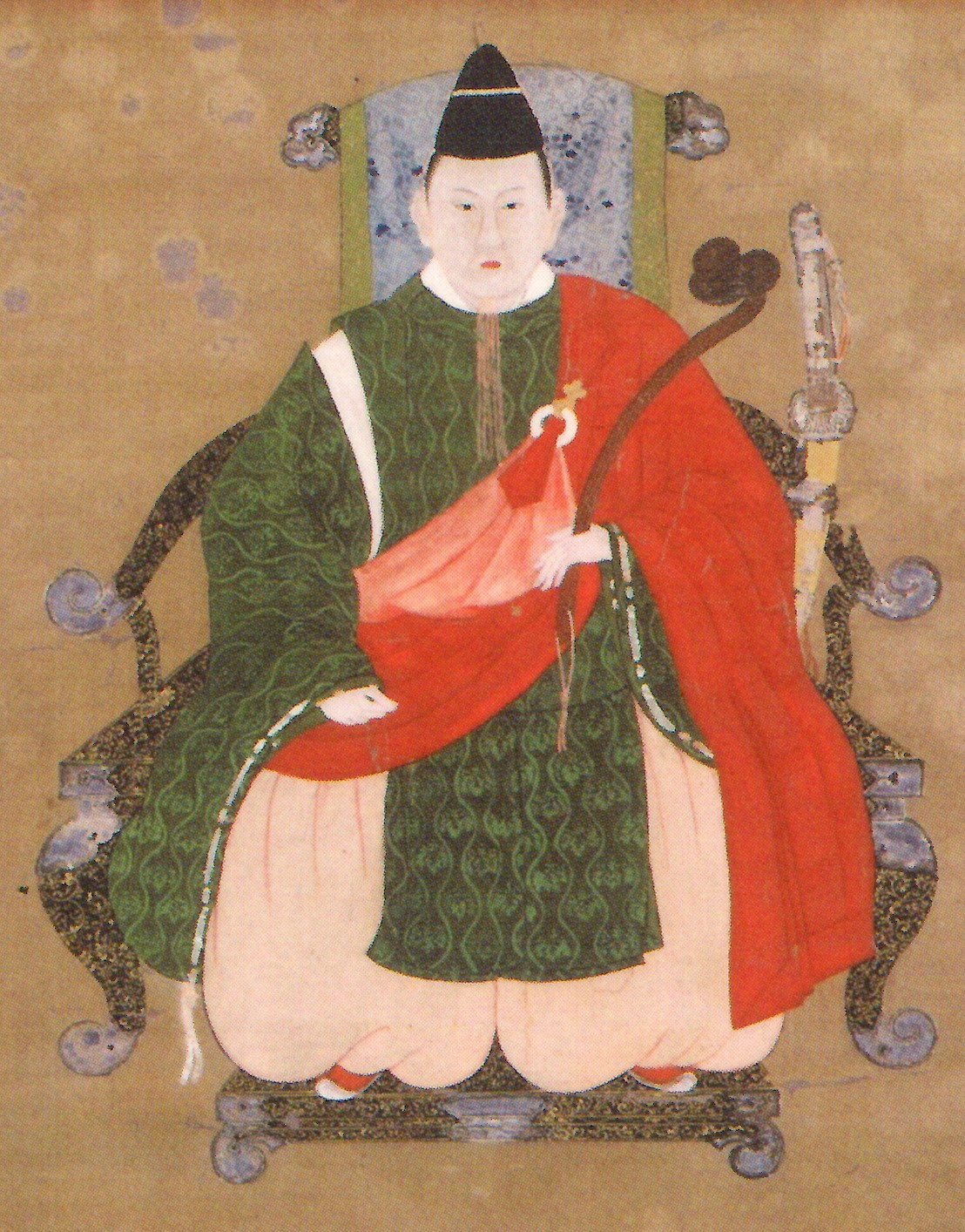
Мори Цунамото, 3-й даймё Тёфу-хана (1653-1709)
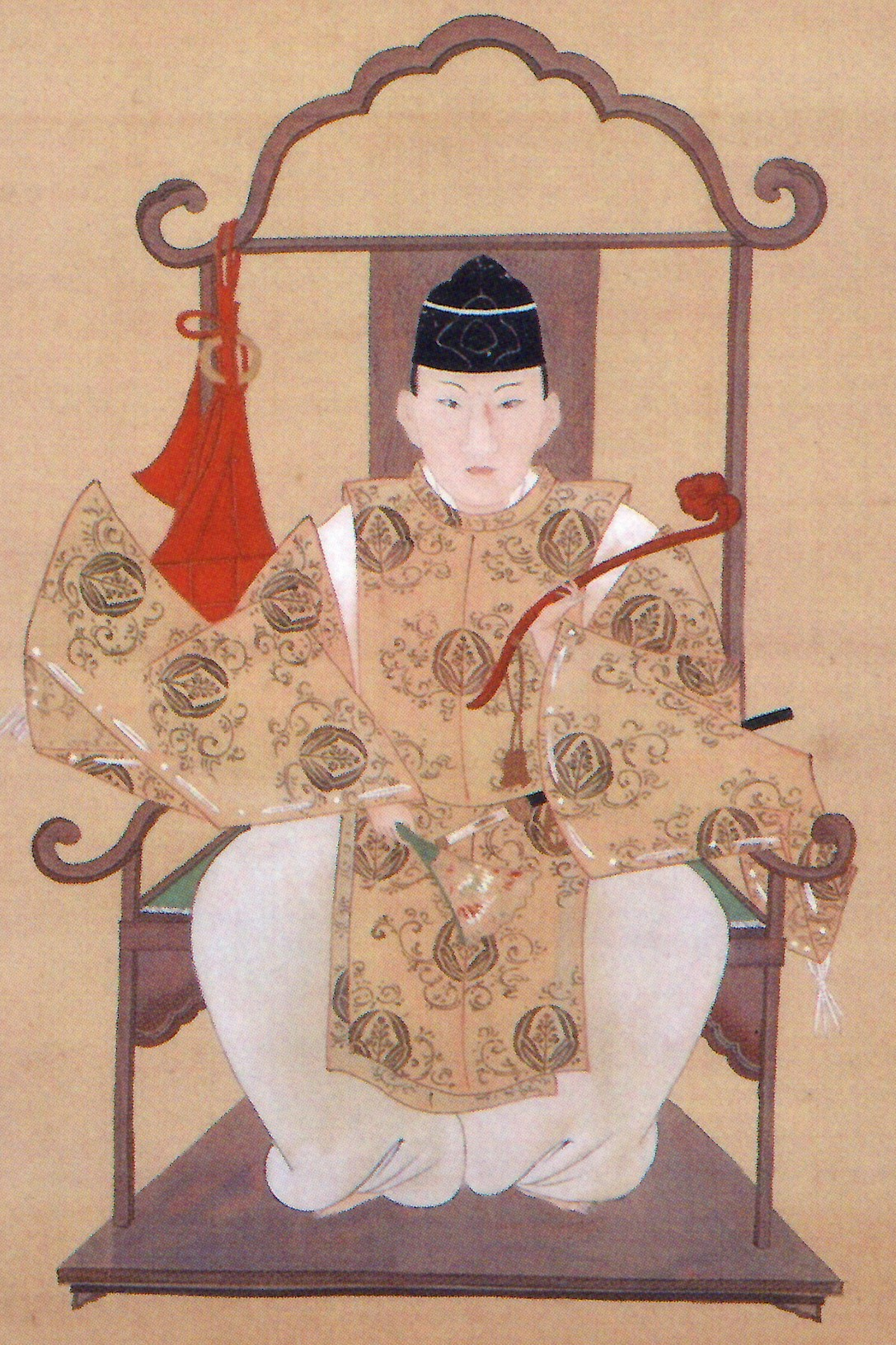
Мори Масахиро, 6-й даймё Тёфу-хана (1718-1729)
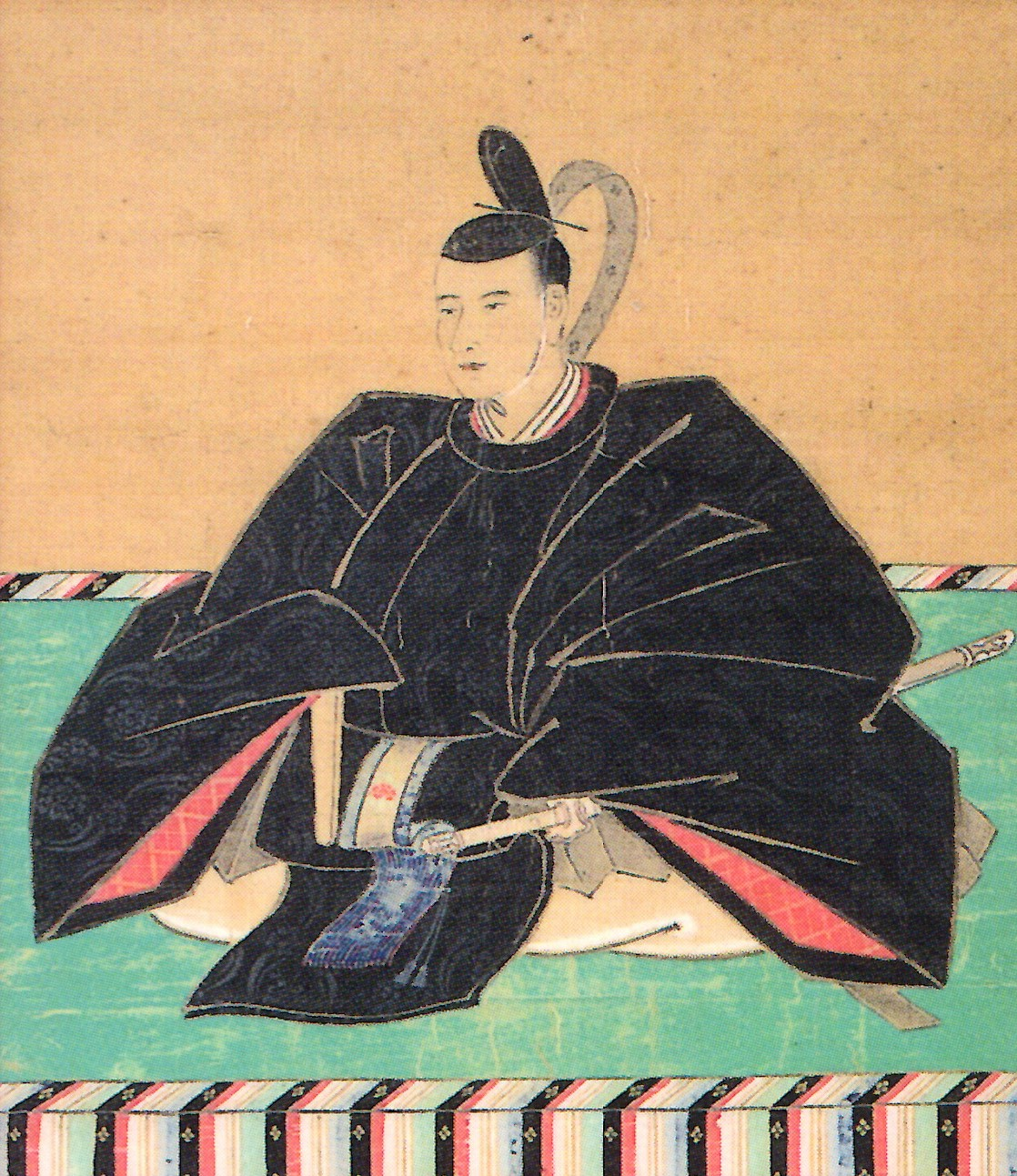
Мори Масатака, 8-й даймё Тёфу-хана (1735-1751)
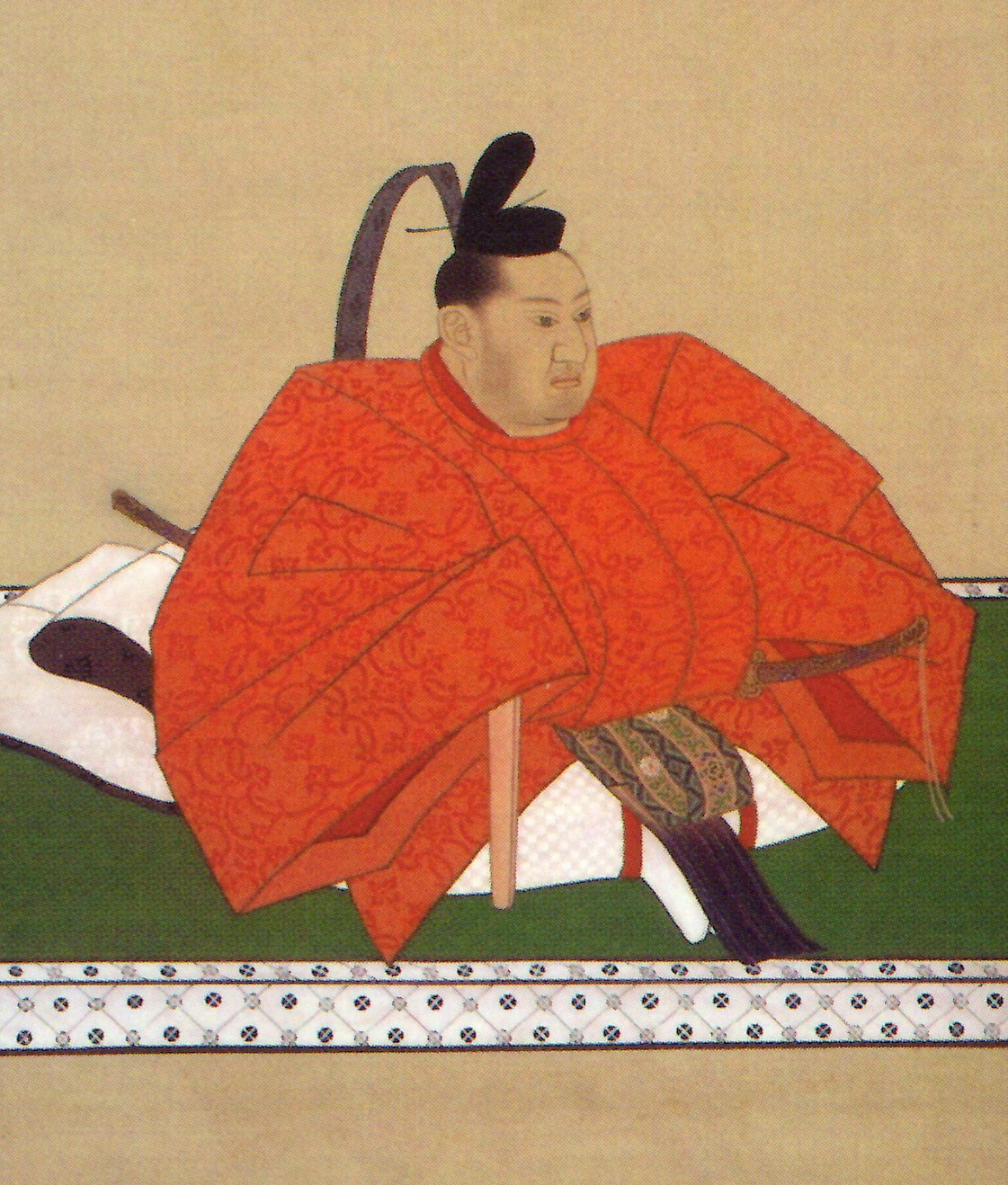
Мори Мотоюки, 12-й даймё Тёфу-хана (1841-1852)
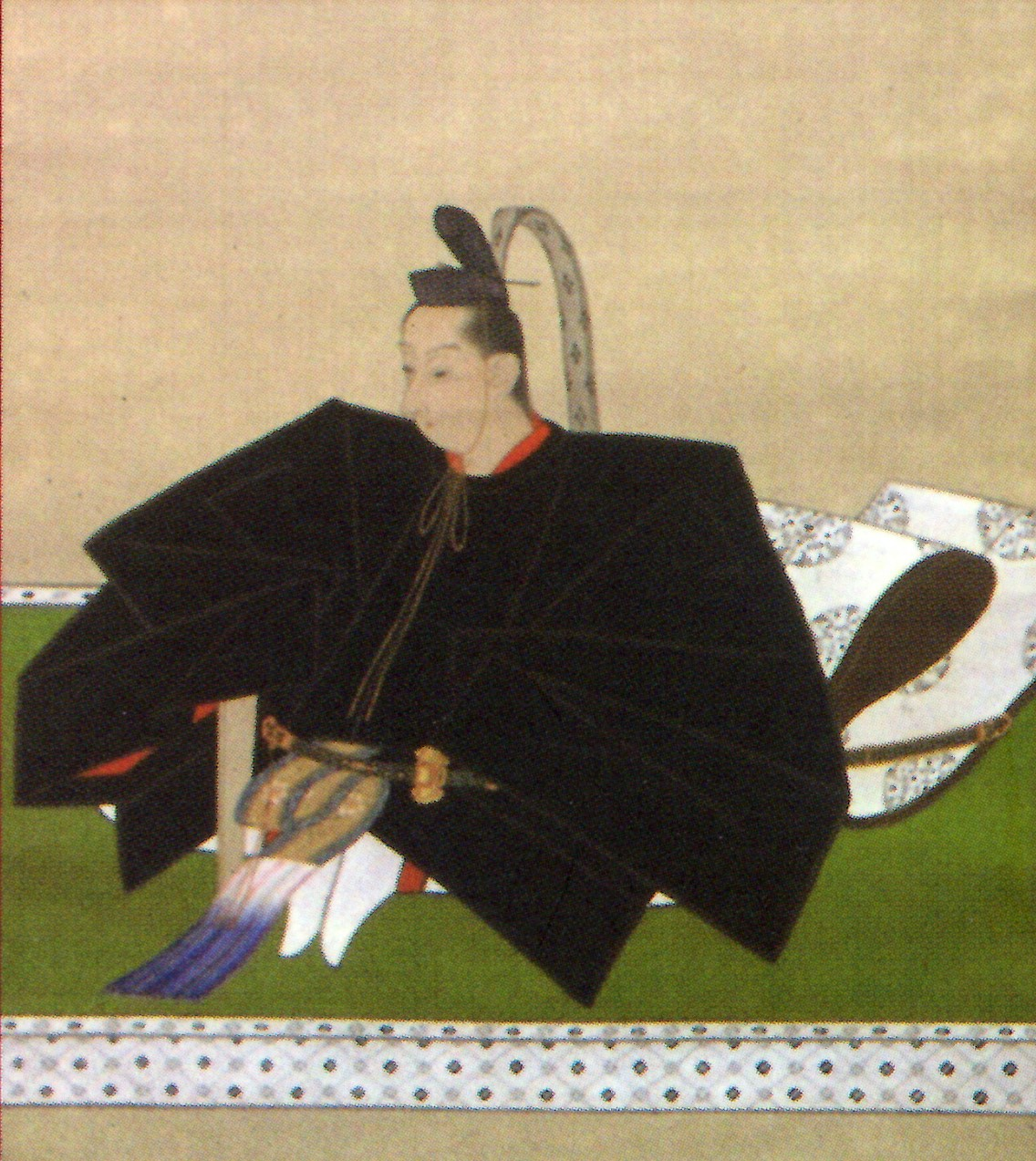
Мори Мототика, 13-й даймё Тёфу-хана (1852-1868)
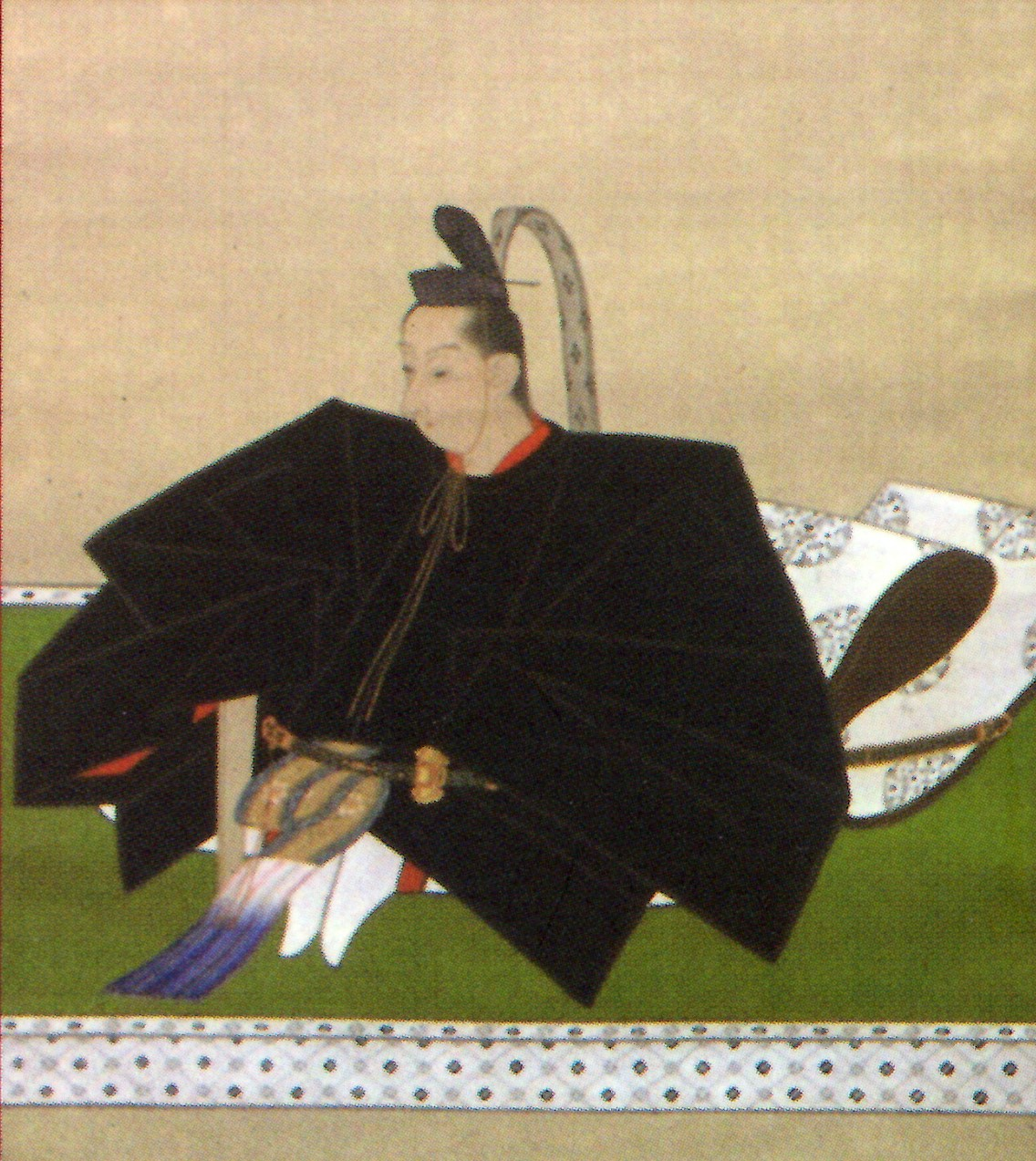
Мори Мототоси, 14-й даймё Тёфу-хана (1868-1871)